# Lista över rådmän vid Norrköpings rådhusrätt
Detta är en lista över rådmän vid Norrköpings rådhusrätt.

## 1600-talet
- 1666–1667: Olof Östensson Häger
- Israel Schultz
- 1668–1681: Anders Lerbeck
- 1670: Per Jonsson den äldre
- 1671–1673: Collin Falley
- 1671–1677: Per Larsson (fultopp)
- 1678: Jonas Londeman
- 1681: Gustaf Agrivillius
- And. Arosius
- 1680: Johan Månsson Bröms
- Peter Reimerts
- Claes Jacobsson
- Gösta Jonsson
- 1689: Hans Olsson
- 1690: Gudmun Månsson
- Nils Månsson Bröms
- 1692: Mårten Persson Warg
- Claes Jansson
- Johan Nilsson
- Peter Bröms
- Gustaf Danckvardt

## 1700-talet
- 1708–1730: David Schröder
- 1708–1716: Jacob Ekbohm
- 1708–1712: Gustaf Björkegren
- Magnus Gabriel von Block
- Peter Mårtensson
- 1714–1734: Gustaf Barckman
- 1715–1724: Alexander Heyock
- 1716–1728: Hinrik Kluver
- 1716–1724: Israel Rahm
- Ludvig Johan Hillerström
- 1722–1749: Johan Gladhem
- 1722–1728: Olof Ekerman
- 1726–1740: Lars Tollsten
- 1725–1730: Elias Westerblad
- 1728–1753: Olof Löfgren
- 1728–1754: Hans Lindstedt
- 1728–1758: Claes Jancke
- 1752–1754: Olof Kihlstrand
- Sven Nilsson Ridder
- 1753-1783: Anders Schenbom
- 1754–1762: Lorentz Nordstein
- 1754–1758: Carl Martin Kohl
- 1758–1767: Joh. Zacharias Reuser
- 1759–1767: Justinus Gartz
- 1761–1771: Tobias Ben. Stechau
- 1761–1770: Timon Åckerström
- 1762–1791: Otto Fredrik Ekerman
- 1762–1767: Christoph. Zegollström
- 1764–1795: Carl Gustaf Brandstedt
- 1767–1788: Olof Schierling Larsson
- 1767–1771: Hans Eckhoff
- 1768–1797: Carl Gotl. Körner
- 1770–1788: Peter Erling
- 1771–1783: Johan Pettersson Bohman
- 1771–1783: Clas Hinr. Murschwig
- 1778–1788: Friedrich Ullric Lundman
- 1785: Anders Glanström
- 1785: Carl Palm
- 1781: Johan Arnd. Rickman
- Lars Liedbeck
- 1789: Jean Jacob Westerberg
- 1797: Johan Sandberg
- 1788–1797: Carl Engeström
- 1789–1796: Daniel Björkman
- 1789: Johan Lorens Schierling
- 1795: Jean Friedrik Brunstedt
- 1797–1810: Daniel Weijerin
- Carl Lundmark